# 아페림!
아페림!(Aferim!)은 루마니아, 불가리아, 체코, 프랑스에서 제작된 라드 주드 감독의 2015년 모험, 코미디, 드라마, 서부 영화이다. 테오도르 코반 등이 주연으로 출연하였다.

## 출연

### 주연
- 테오도르 코반
- 토마 쿠진

### 조연
- 가브리엘 스파히우